# Ryūsei Yokohama
Ryūsei Yokohama (横浜 流星 Yokohama Ryūsei?) es un actor, modelo y cantante japonés.

## Biografía
Fue miembro de la escuela de preparación artística para jóvenes EBiDAN (恵比寿学園男子部). 
En 2011 ganó el "7mo Campeonato Internacional de Karate Juvenil" dentro de la categoría masculina de 13-14 años de 55kg.
El 20 de julio de 2020 se anunció que había dado positivo para la peligrosa pandemia de COVID-19, después de haber desarrollado fiebre durante un ensayo para la obra de teatro "Ganryujima". Su agencia, Stardust Promotion, emitió un comunicado en el que anunciaba que había recibido los resultados de una prueba de antígeno que confirmaba el diagnóstico y afirmó que había sido hospitalizado y estaba siendo tratado. El 31 de julio del mismo año, el actor anunció que ya se encontraba bien y que había sido dado de alta, pero que se aislaría durante dos semanas como medida de precaución. Regresando a sus actividades el 7 de agosto del mismo año.

## Carrera
Es miembro de la agencia Stardust Promotion (株式会社スターダストプロモーション).
Fue modelo masculino de la revista de moda Nicola (Nikopuchi) de donde se graduó en marzo de 2015.
El 18 de enero del 2014 se unió al elenco de la película Zyuden Sentai Kyoryuger vs. Go-Busters: The Great Dinosaur Battle! Farewell Our Eternal Friends donde dio vida al power ranger verde Hikari Nonomura, más conocido como ToQ 4gou.
El 16 de febrero del mismo año se unió al elenco principal de la serie Ressha Sentai ToQger donde volvió a interpretar al power ranger Hikari Nonomura (ToQ 4gou), un joven tranquilo pero con un instinto natural de pelea y naturaleza analítica, que mantiene al equipo con los pies en el suelo, hasta el final de la serie el 15 de febrero del 2015.
El 28 de mayo del 2016 se unió al elenco de la película Wolf Girl and Black Prince donde dio vida a Takeru Hibiya, el mejor amigo de Kyōya Sata	(Kento Yamazaki), un joven con temperamento pero con una personalidad sencilla y clara. La película está basada en el manga y anime japonés Ōkami Shōjo to Kuro Ōji.
El 31 de marzo del 2018 apareció en la película Honey donde interpretó a Ayumu Misaki, un joven atractivo pero con mal genio, que es reclutado por su compañero de clases para unirse al primer grupo de excursión. La película está basada en el manga japonés "Honey So Sweet" (ハニー).
El 28 de mayo del mismo año apareció como parte del elenco principal de la película My Brother's Friend donde dio vida al estudiante Sōta Nishino, quien se enamora de Mai Nanase (Risaki Matsukaze), la hermana menor de su mejoor amigo. La película es una adaptación del anime "Anitomo".
El 6 de julio del mismo año se unió al elenco de la película Rainbow Days donde interpretó a Keiichi Katakura, un joven amable y bueno en los deportes pero que también un lado sádico, así como el mejor amigo de Natsuki Hashiba (Reo Sano), Tomoya Matsunaga (Taishi Nakagawa) y Tsuyoshi Naoe (Mahiro Takasugi). La película es una adaptación del manga japonés Nijiiro Days.
El 21 de marzo del 2019 apareció como parte del elenco principal de la película L-DK: Two Loves, Under One Roof (también conocida como "LDK Hitotsu Yane no Shita, "Suki" ga Futatsu") donde dio vida a Reo Kugayama, el primo de Shusei Kugayama (Yosuke Sugino). La película fue una adaptación del manga japonés L DK.
Ese mismo año se unió al elenco de la película Cheer Boys!! donde interpretó a Haruki Bandō, un exmiembro del club de judo que es convencido por su mejor amigo para unirse al equipo de animadores. La película está basada en la novela japonesa Cheer Boys!! (チア男子!).
El 23 de octubre del 2020 apareció como parte del elenco principal de la película Your Eyes Tell donde dio vida a Rui Shinozaki, un prometedor kickboxer, quien se desvincula de todos luego de experimentar un suceso traumático en su pasado, cuya vida cambia cuando conoce a Mei Kaori (Yuriko Yoshitaka).

## Filmografía

### Series de televisión
| Año  | Título                                                                         | Personaje                  | Notas        |
| ---- | ------------------------------------------------------------------------------ | -------------------------- | ------------ |
| 2020 | Cursed in Love (Watashitachi wa Douka Shiteiru)                                | Takatsuki Tsubaki          | 8 episodios  |
| 2020 | Panda Judges the World Special (In The World Which Is Neither White Nor Black) | Naoki Morishima            | 2 episodios  |
| 2020 | Panda Judges the World                                                         | Naoki Morishima            | 10 episodios |
| 2019 | Marigold in 4 Minutes                                                          | Ai Hanamaki                |              |
| 2019 | Your Turn to Kill 2                                                            | Shinobu Nikaido            |              |
| 2019 | It's Your Turn                                                                 | Shinobu Nikaido            | 20 episodios |
| 2019 | Your Turn to Kill                                                              | Shinobu Nikaido            |              |
| 2019 | A Story to Read When You First Fall in Love                                    | Kyohei Yuri                | 10 episodios |
| 2018 | Brother's Friends                                                              | Sōta Nishino               | 4 episodios  |
| 2018 | Kareshi wo Ron de Kaimashita                                                   | Jun Setsuna                | 8 episodios  |
| 2018 | Shiro to Kiiro: Hawaii to Watashi no Pancake Monogatari                        | Ryosuke Mitsuyama          |              |
| 2017 | Monster Club - The Youth Chronicles of Fantastical Special Effects Films       | Katsuo                     |              |
| 2016 | Sennyuu Sousa Idol Deka Dance                                                  | Sakai Shokichi ("Sho")     | 12 episodios |
| 2015 | JK is a Snow Woman                                                             | Rei Ando                   | 4 episodios  |
| 2014 | Ressha Sentai ToQger                                                           | Hikari Nomomura (ToQ 4gou) | 47 episodios |
| 2014 | Ressha Sentai ToQger VS Kamen Rider Gaim Spring Gattai Special                 | Hikari Nomomura (ToQ 4gou) | 1 episodio   |
| 2013 | The Chasing World: The Origin                                                  | Hiroshi Sato               | 12 episodios |
| 2011 | Kamen Rider Fourze                                                             | Jiro Iseki                 | 2 episodios  |

### Películas
| Año  | Título                                                                                          | Personaje             | Notas |
| ---- | ----------------------------------------------------------------------------------------------- | --------------------- | ----- |
| 2020 | Your Eyes Tell                                                                                  | Rui Shinozaki         |       |
| 2019 | Go Away, Ultramarine                                                                            | Nanakusa              |       |
| 2019 | Cheer Boys!!                                                                                    | Haruki Bandō          |       |
| 2019 | L-DK: Two Loves, Under One Roof                                                                 | Reo Kugayama          |       |
| 2019 | Aiuta: My Promise to Nakuhito                                                                   | Tōru Nomiya           |       |
| 2018 | We Are (Ao no Kaerimichi)                                                                       | Ryō                   |       |
| 2018 | Rainbow Days                                                                                    | Keiichi Katakura      |       |
| 2018 | My Brother's Friend                                                                             | Sōta Nishino          |       |
| 2018 | Honey                                                                                           | Ayumu Misaki          |       |
| 2017 | Kiseki: Sobito of That Day                                                                      | Navi (de GReeeeN)     |       |
| 2017 | Tenshi no Iru Toshokan                                                                          | Kōsuke                |       |
| 2016 | Wolf Girl and Black Prince                                                                      | Takeru Hibiya         |       |
| 2016 | Zen'in Kataomoi - "Eve no Okurimono"                                                            | Yoshinari             |       |
| 2016 | Shukatsu                                                                                        | -                     |       |
| 2016 | Shuriken Sentai Ninninger vs. ToQGer the Movie: Ninjas in Wonderland                            | Hikari Nonomura       |       |
| 2015 | Ressha Sentai ToQger Returns: Super ToQ 7gou of Dreams                                          | Hikari Nonomura       |       |
| 2015 | Ressha Sentai ToQger vs. Kyoryuger: The Movie                                                   | Hikari Nonomura       |       |
| 2014 | Ressha Sentai ToQger the Movie: Galaxy Line S.O.S.                                              | Hikari Nonomura       |       |
| 2014 | Heisei Rider vs. Shōwa Rider: Kamen Rider Taisen feat. Super Sentai                             | Hikari Nonomura       |       |
| 2014 | Zyuden Sentai Kyoryuger vs. Go-Busters: The Great Dinosaur Battle! Farewell Our Eternal Friends | Hikari Nonomura (voz) |       |

### Programas de variedades
| Año  | Título                                                      | Notas    |
| ---- | ----------------------------------------------------------- | -------- |
| 2019 | Tokyo Friend Park Special 2019 (関口宏の東京フレンドパーク) | invitado |

### Teatro
| Año  | Título | Personaje | Notas |
| ---- | --- | --------- | ----- |
| 2020 | Ganryūjima (巌流島)                                                                                              | -         |       |
| 2017 | BIOHAZARD THE Experience                                                                                         | -         |       |
| 2017 | Super Danganronpa 2 The Stage 2017 (スーパーダンガンロンパ2 THE STAGE 〜さよなら絶望学園〜2017)                  | -         |       |
| 2016 | Yami Kariudo (闇狩人 舞台)                                                                                       | -         |       |
| 2015 | Super Danganronpa 2 The Stage ~Sayonara Zetsubō Gakuen~ (スーパーダンガンロンパ2 THE STAGE 〜さよなら絶望学園〜) | -         |       |
| 2015 | Bushi Byakko Mononofu Shirokitora (武士白虎 もののふ白き虎 -幕末)                                                | -         |       |
| 2013 | CLOCK ZERO (CLOCK ZERO 〜終焉の一秒〜 舞台)                                                                      | -         |       |
| 2020 | Moonlight Rambler (Moonlight Rambler 〜月夜の散歩人〜 舞台)                                                      | -         |       |

### Anuncios
| Año         | Título                                           | Notas |
| ----------- | ------------------------------------------------ | ----- |
| 2020        | Daiichi Sankyo Healthcare(プレコール)            |       |
| 2020        | Pokkasapporo (じっくりコトコト)                  |       |
| 2020        | Recruit Marketing Partners (カーセンサー)        |       |
| 2020        | ABC-MART: Puma Cut Lo                            |       |
| 2019        | Y!mobile                                         |       |
| 2019        | Morinaga & Company (ダース)                      |       |
| 2019        | Shiseido Recipist (レシピスト)                   |       |
| 2019        | ABC-MART: Converse All Star Military Gold Series |       |
| 2019        | ABC-MART: Converse All Star Leopard Series       |       |
| 2019        | ABC-MART: Converse All Star Logotape Collection  |       |
| 2019        | 大東建託                                         |       |
| 2015        | Kracie Foods Mentos                              |       |
| 2015        | Yamaha Motor                                     |       |
| 2012 - 2013 | Shizuoka Gakuen School                           |       |
| 2011        | Eikoh Seminar                                    |       |

### Aparición en videos musicales
| Año  | Artista(s)                                                                      | Canción                                                         | Notas |
| ---- | ------------------------------------------------------------------------------- | --------------------------------------------------------------- | ----- |
| 2020 | Generations from Exile Tribe (ジェネレーションズ・フロム・エグザイル・トライブ) | "You & I"                                                       |       |
| 2019 | Amazarashi                                                                      | "Mirai ni narenakatta ano yoru ni" (未来になれなかったあの夜に) |       |
| 2019 | Mewhan (みゆはん)                                                               | "Koibito Shikkaku" (恋人失格)                                   |       |
| 2019 | GReeeeN                                                                         | "Yakusoku×No title"                                             |       |
| 2016 | NMB48                                                                           | "Ferry" (フェリー)                                              |       |
| 2015 | Fo'xTails                                                                       | "Innocent Graffiti"                                             |       |
| 2013 | Yūsuke Kamiji (上地 雄輔)                                                       | "Lemon"                                                         |       |
| 2012 | ZONE                                                                            | "Treasure of the Heart" (〜キミとボクの奇跡〜)                  |       |
| 2011 | BREAKERZ                                                                        | "CLIMBER×CLIMBER"                                               |       |

## Photobook
| Año  | Título        | Notas |
| ---- | ------------- | ----- |
| 2019 | Ryurei (流麗) |       |
| 2014 | Innocent      |       |

## Discografía

### Singles
| Fecha de estreno      | Título                                                 | Canciones | Notas |
| --------------------- | ------------------------------------------------------ | --- | ----- |
| 10 de octubre de 2018 | Kyoumoiitenki feat. Rover (ベリーグッドマン) / 未完成) | 1. Kyoumoiitenki (今日もいい天気) feat. Rover (ベリーグッドマン) 2. 未完成 3. Kyoumoiitenki feat. Rover (Inst.) 4. 未完成 (Inst.) |       |

### Digital singles
| Fecha de estreno    | Título                    | Canción                                                          | Notas |
| ------------------- | ------------------------- | ---------------------------------------------------------------- | ----- |
| 25 de junio de 2018 | Kyoumoiitenki feat. Rover | 1. Kyoumoiitenki (今日もいい天気) feat. Rover (ベリーグッドマン) |       |

## Premios y nominaciones
| Año  | Categoría             | Premio                        | Trabajo                                                            | Resultado |
| ---- | --------------------- | ----------------------------- | ------------------------------------------------------------------ | --------- |
| 2020 | Newcomer of the Year  | 44th Elan d'or Award          | -                                                                  | Ganó      |
| 2020 | Newcomer of the Year  | 43rd Japan Academy Film Prize | Aiuta: My Promise to Nakuhito, Cheer Boys!! y Go Away, Ultramarine | Ganó      |
| 2019 | Best Supporting Actor | 12th Tokyo Drama Award        | A Story to Read When You First Fall in Love                        | Ganó      |